# 798

## Esdeveniments

### Països Catalans
- És nomena el primer comte del Comtat d'Urgell en Borrell I d'Osona.
- Creació del Comtat de Cerdanya, és nomena el primer comte en Borrell I d'Osona.
- Creació del Comtat d'Osona, és nomena el primer comte en Borrell I d'Osona.
- Atacs pirates sobre les Illes Balears
- Els habitants de les Balears remeten ambaixades a Calemany oferint la seva submissió a canvi d'ajuda contra els atacs dels pirates musulmans.
- Els francs ocupen Cardona, Casserres i Vic.
- Un cabdill rebel, Bahlul ibn Marzuq, ocupa Tortosa i es vol aliar amb els francs conra l'emirat de Còrdova

### Món
- Harun ar-Raixid sotmet l'Imperi Romà d'Orient a tribut.